# ننا (ابرقاره)

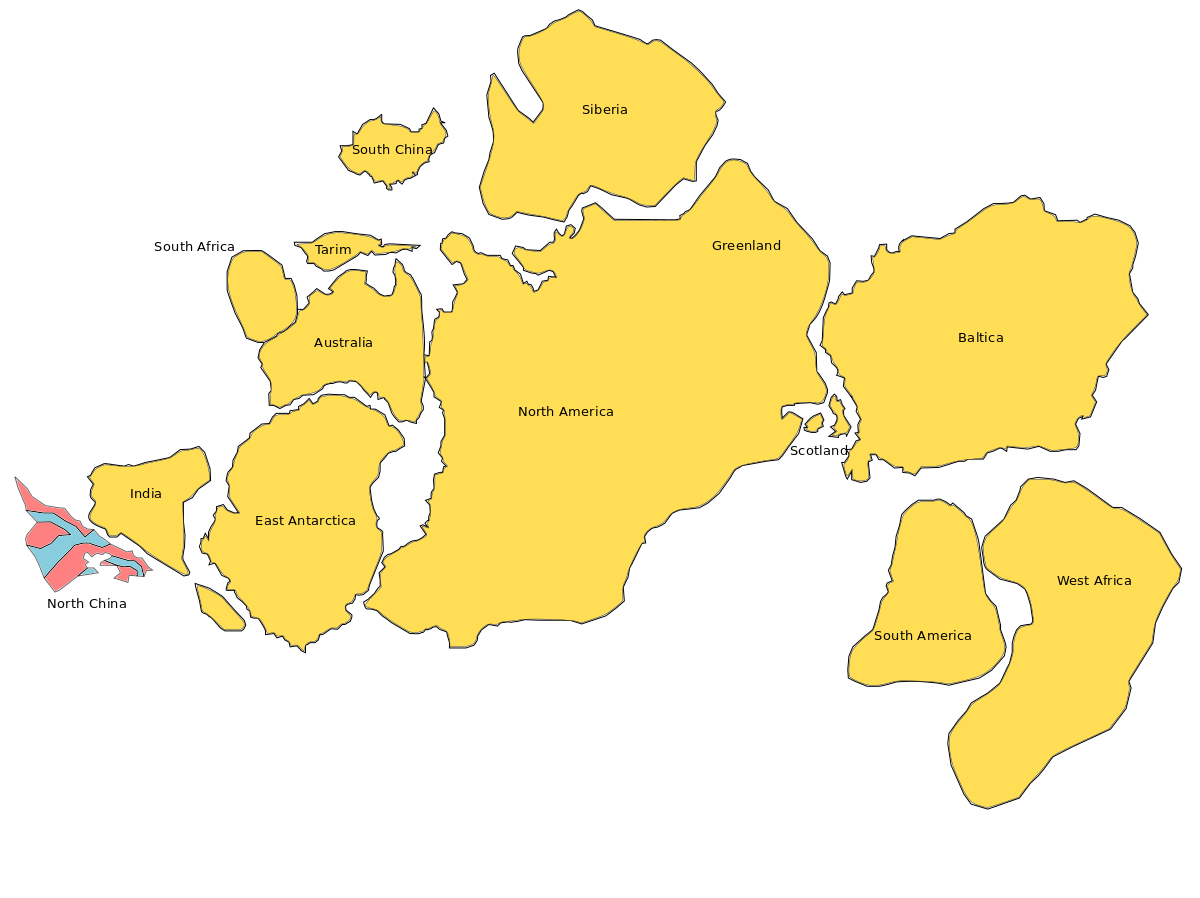
ابر قاره ننا در حدود ۱٬۸ میلیارد سال پیش

ننا (به انگلیسی: Nena) سرنام Northern Europe and North America به‌معنای اروپای شمالی و آمریکای شمالی است و اشاره به ابرقاره‌ای کوچک و باستانی دارد که در حدود ۱٬۸ میلیارد سال پیش به‌وجود آمد. این ابرقاره، کراتون‌های آرکتیکا، بالتیکا و جنوبگان خاوری را دربر می‌گرفت و در عین حال خود بخشی از ابرقارهٔ جهانی کلمبیا را تشکیل می‌داد.